# 布朗斯維爾站
布朗斯維爾站（英語：Brownsville Station）是美国佛羅里達州邁阿密-戴德縣的一座迈阿密地铁车站，由邁阿密-戴德公共交通局（MDT）运营管理。此車站位於普查规定居民点布朗斯维尔之内，靠近西北第27大道（SR 9）和西北第52街的交界處。布朗斯維爾站於1985年5月19日正式啟用，建筑布局形式为高架车站，车站设有两条股道及两个侧式站台，并设有100个停车位的多层停车场。

## 车站结构
| P 站台层 | 侧式站台，右边车门将会开启 | 侧式站台，右边车门将会开启                                  |
| P 站台层 | 南行方向                   | ▉ 迈阿密地铁绿线，往达德兰南方向（埃尔灵顿高地）            |
| P 站台层 | 北行方向                   | ← ▉ 迈阿密地铁绿线，往帕尔梅托方向 （马丁·路德·金博士广场） |
| P 站台层 | 侧式站台，右边车门将会开启 |                                                             |
| G 地面层 | 站厅                       | 出入口、巴士站、停车场                                      |

## 外部連結
- Miami-Dade County: Metrorail Stations （页面存档备份，存于）